# Cấu trúc Theta

Sơ đồ động mô tả nhân đôi của DNA vòng kép. Quá trình nhân đôi bắt đầu tại vị trí duy nhất, tiến hành theo hai hướng, từ đó tạo thành cấu trúc theta (Θ). Sau đó hai DNA con tách rời nhau, mỗi con có một mạch gốc (màu xanh hoặc đỏ) của mẹ (đường đậm nét liền), còn một mạch mới (đường nhạt màu nét rời).

Cấu trúc Theta (thê-ta) là dạng cấu trúc trung gian hình thành trong quá trình nhân đôi của phân tử DNA vòng. Ở dạng này, phân tử DNA vòng trông giống như hình θ là chữ theta trong các chữ cái ở tiếng Hy Lạp (xem hình).

## Lược sử và từ nguyên

Plasmit nhân đôi theo cơ chế θ.

Trong khi nghiên cứu cơ chế nhân đôi của nhiễm sắc thể nhân sơ (DNA vùng nhân hay DNA-NST), nhà di truyền học John Cairns đã nhận thấy sự nhân đôi DNA của DNA-NST này diễn ra theo hai chiều cùng lúc, nhờ sử dụng thymidine phóng xạ (tritiated) và kỹ thuật phóng xạ tự chụp. Kết quả cho thấy thymidine phóng xạ đã xuất hiện ở cả hai nhánh khi nhân đôi.
Khi nhân đôi như vậy, phân tử DNA vòng xuất hiện hai nhánh sao chép tiến hành độc lập và đồng thời trên "vòng" này đã tạo ra một dạng trông rất giống chữ cái "theta" của Hy Lạp, vì thế gọi dạng xuất hiện trung gian này với tên gọi trên. Trong tiếng Anh, thuật ngữ này là Theta structure.
Sau đó, cũng phát hiện dạng cấu trúc này ở cả các DNA vòng khác không phải DNA-NST, như plasmit, miễn là có chuỗi xoắn kép vòng. Từ đó kiểu nhân đôi của phân tử DNA vòng kép nào có xuất hiện dạng cấu trúc này, thì được gọi là nhân đôi (kiểu) theta (Theta replication).

## Cơ chế
Ở Escherichia coli, DNA-NST của nó bắt đầu nhân đôi từ điểm ori C. Điểm này gồm khoảng 245 bp và chứa ba chuỗi lặp lại 13 bp và bốn chuỗi lặp lại 9 bp. Khi các enzym DNA polymeraza di chuyển từ điểm này theo hai hướng ngược nhau đến điểm TER (tức terminus, là điểm chấm dứt nhân đôi), thì đến khoảng giữa của DNA này sẽ xuất hiện dạng theta. Vào thời điểm này cấu trúc theta chỉ thoáng qua, trong đó, các chạc chữ Y (replication forks) vẫn đang tồn tại và di chuyển rồi cả hai chạc này đều sẽ gặp nhau tại vị trí TER.
Cấu trúc theta chỉ tồn tại ở thời điểm DNA vòng đang nhân đôi đến khoảng giữa, tạo thành hai DNA mới chưa hoàn chỉnh theo cơ chế bán bảo tồn (semiconservative mode).